# بز دردسرساز
بز دردسرساز (انگلیسی: Anybody's Goat) یک فیلم کوتاه کمدی به کارگردانی راسکو آرباکل است که در سال ۱۹۳۲ منتشر شد. از بازیگران این فیلم می‌توان به مانتی کالینز اشاره کرد.

## خلاصه داستان
در جریان یک دزدی بانک، حضور یک بز دردسرساز می‌شود.